# Lomello
Lomello é uma comuna italiana da região da Lombardia, província de Pavia, com cerca de 2.377 habitantes. Estende-se por uma área de 22 km², tendo uma densidade populacional de 108 hab/km². Faz fronteira com Ferrera Erbognone, Galliavola, Mede, Ottobiano, San Giorgio di Lomellina, Semiana, Velezzo Lomellina, Villa Biscossi.

## Demografia
| Variação demográfica do município entre 1861 e 2011                               |
|                                                                                   |
| Fonte: Istituto Nazionale di Statistica (ISTAT) - Elaboração gráfica da Wikipedia |